# 愛岐大橋

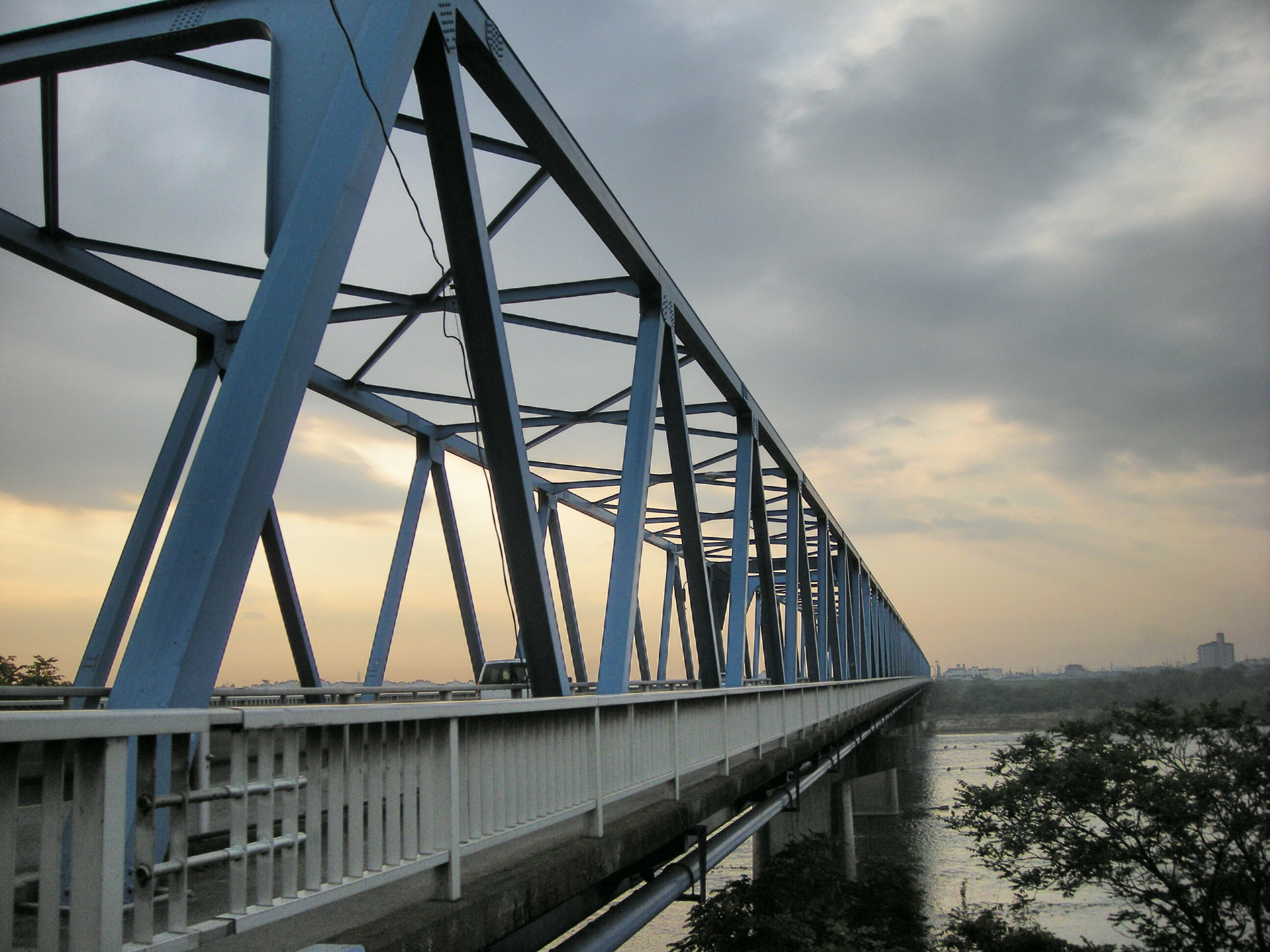
愛岐大橋

愛岐大橋（あいぎおおはし）は、愛知県江南市草井町と岐阜県各務原市前渡東町の木曽川に架かる愛知県道・岐阜県道17号江南関線のトラス橋である。
名古屋市および小牧インター方面から、この橋経由で各務原市の中央部を通って、関市および郡上市方面へ向かう、重要な橋であるが、この橋の上下流約4kmには橋が無く、朝夕は慢性的な渋滞が起きている。航空自衛隊岐阜基地から一番近い橋ということもあり、岐阜基地の航空祭の日の夕方には大渋滞が起こる。
2006年（平成18年）奥田瑛二監督、モントリオール世界映画祭グランプリ作品『長い散歩』のロケ地の1つ。

## 概要
車道橋
- 供用：1969年（昭和44年）
- 延長：610.4m
- 幅員：8.1m（歩道を含む）

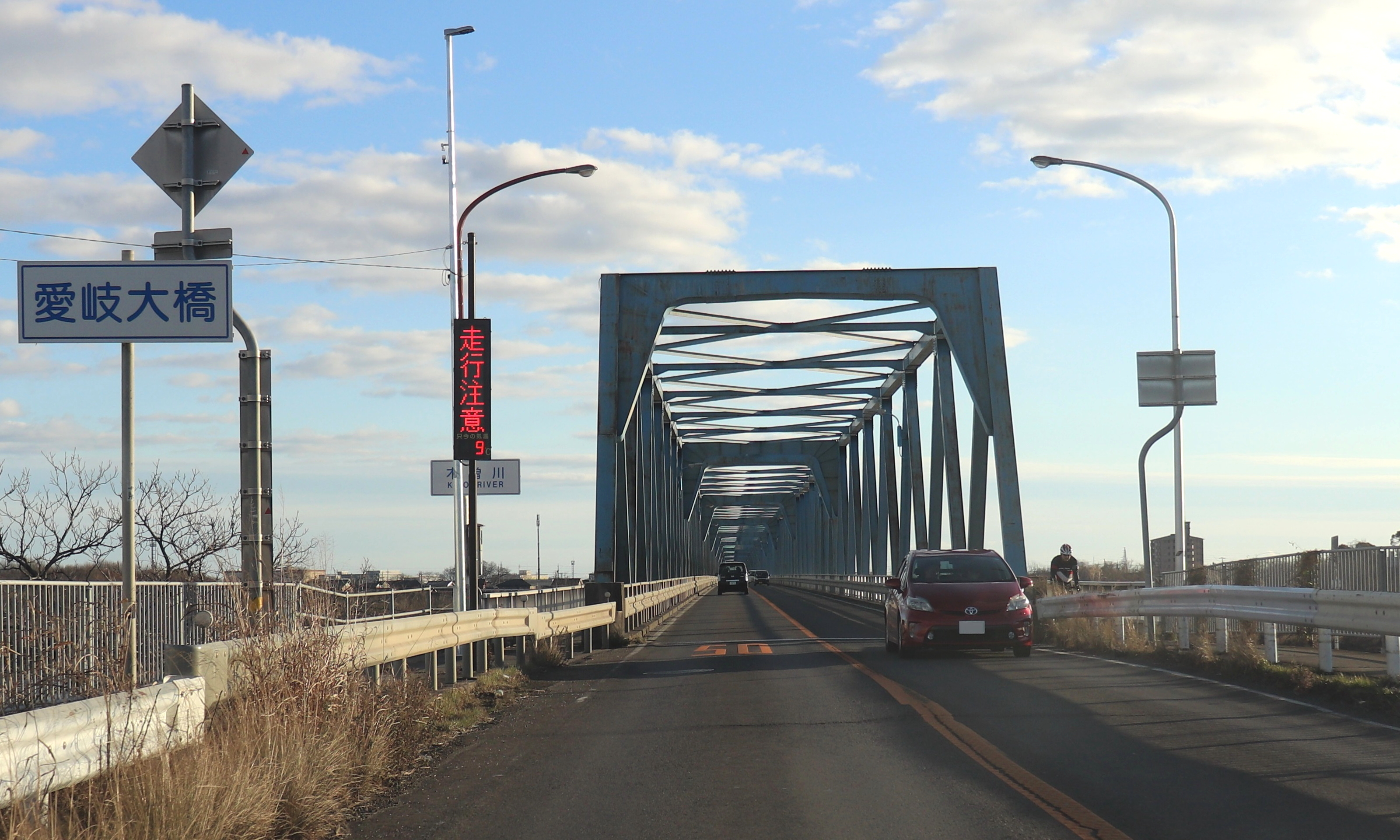
片側1車線の車道と両側に歩道
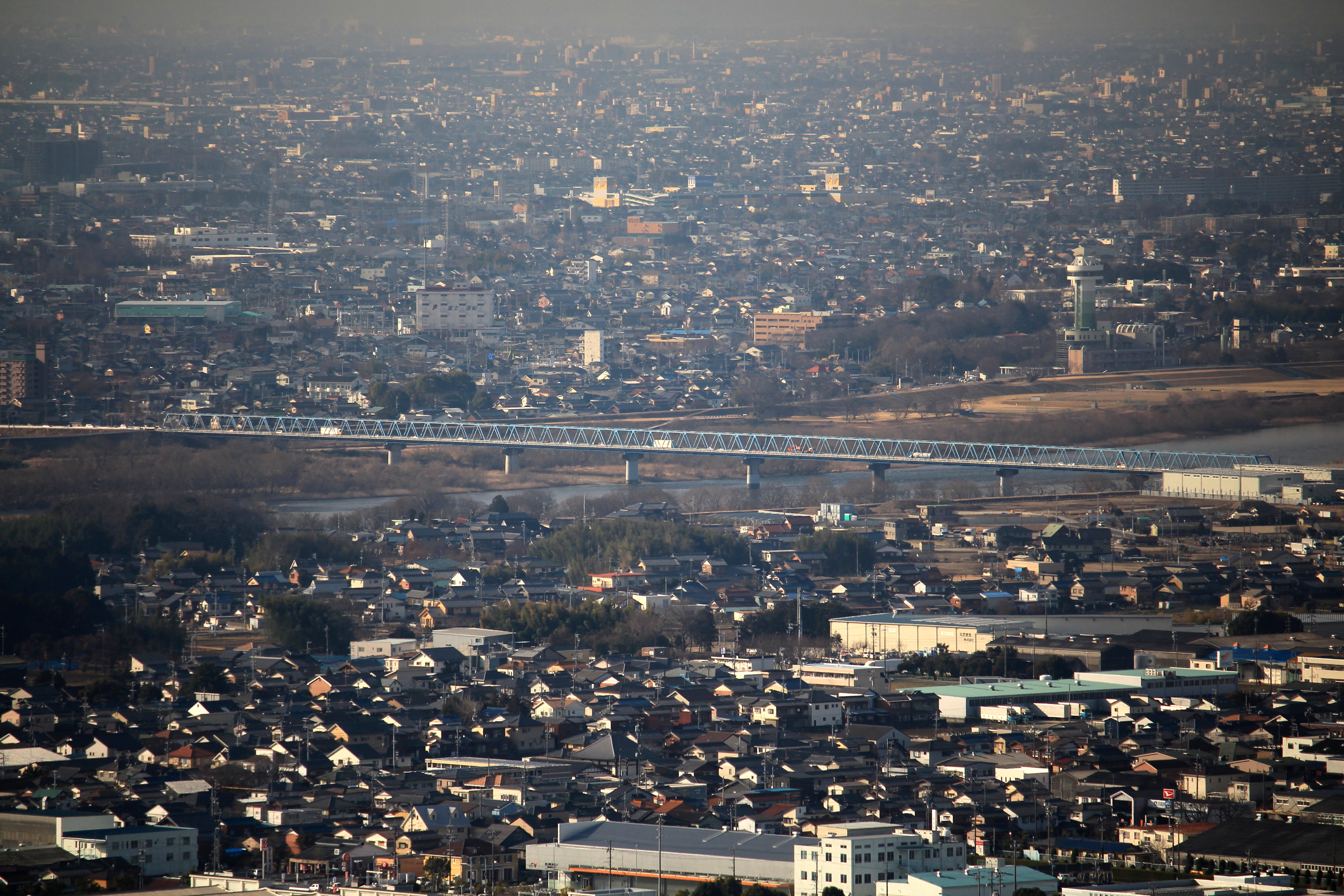
北東側から望む全景

## 歴史
以前は、下流約300mの地点（現在のすいとぴあ江南の近隣）に草井渡船（草井の渡し）」という渡船があったが、木曽川の洪水により欠航となることがあった。1930年（昭和5年）県営渡船となるが、愛岐大橋の開通とともに廃止された。
すでに開通から40年を超え、老朽化が目立ち始めている。1999年（平成11年）には梁の破損や橋脚の腐食が深刻化したため、一時的に通行止めの上、安全点検を行なった。また、車線数が上下各1車線しか無く、早朝深夜を除き橋梁とその周辺道路の渋滞が慢性化している。
2013年（平成25年）3月24日に下流部の各務原市上中屋町と同市川島小網町の間の木曽川本流に各務原大橋が完成した。各務原大橋と既に完成している神明小網橋の2本の橋を介して各務原市西部と江南市中央部とをつなぐルートが形成され、愛岐大橋の渋滞は多少緩和された。また、上流部の丹羽郡扶桑町と各務原市の間にも新愛岐大橋（仮称）の建設が計画されているが、完成時期は未定である。
2016年（平成28年）9月11日夜、カゲロウとみられる羽虫が大量発生。道路に降り積もった虫で車がスリップするなど、走行に危険が伴うとして、愛知・岐阜県警は午後8時40分ごろから3時間弱、橋を一時通行止めとした。